# Phostria chrysampyx
Phostria chrysampyx là một loài bướm đêm trong họ Crambidae.